# 越南水上木偶戏
越南水木偶戏（越南语：／），為一種越南傳統的文藝表演，約有一千年歷史，表演方式是在水池上搭起舞台，由隱藏在後台的演員用長線或竹竿操縱木偶，使之演出各式各樣的動作及戲份。如今，水上木偶戲受到越南社會上的重視，並在國際文化交流上作为越南文化表演發揮重要作用。

## 歷史發展

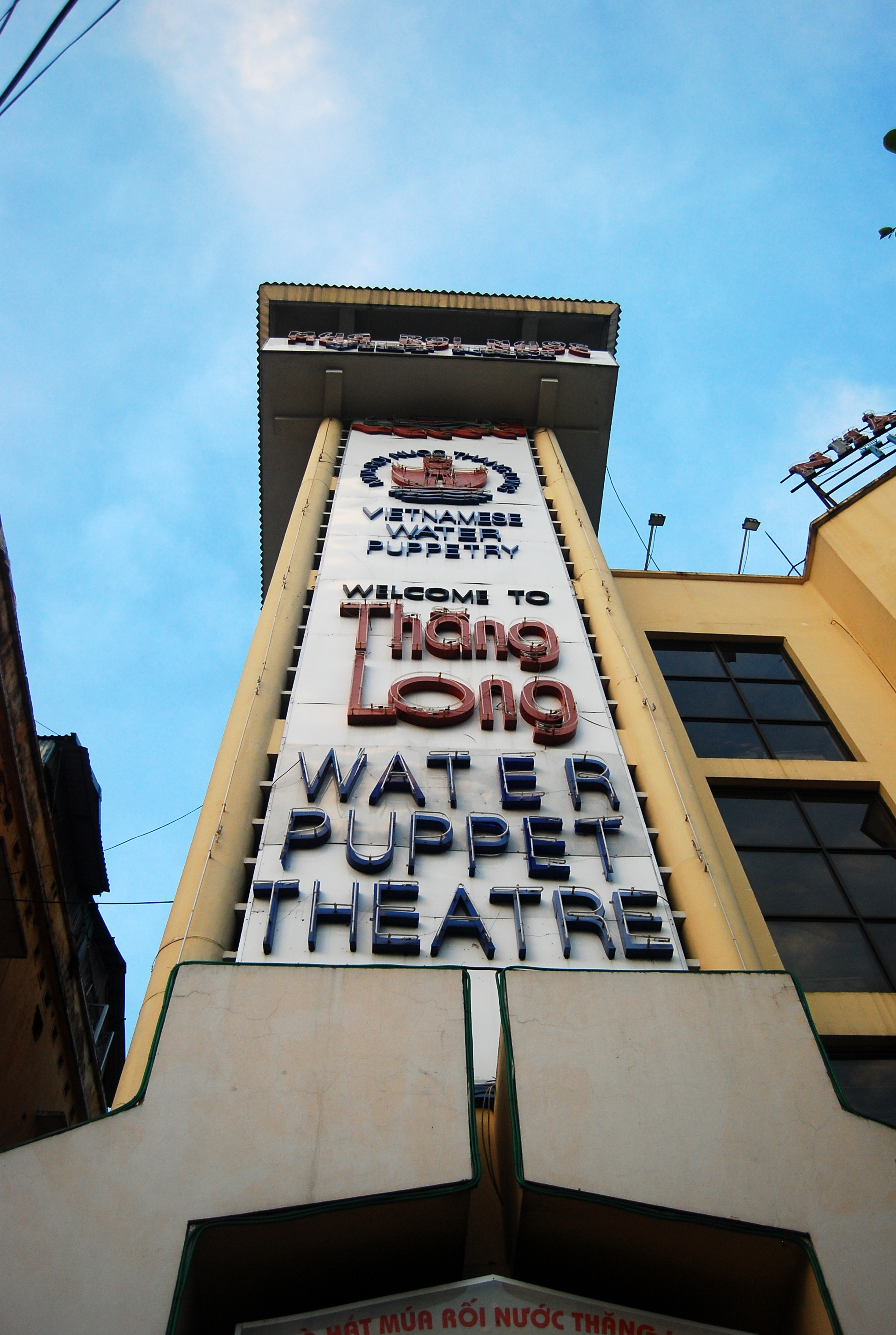
河內升龍水木偶劇院

越南水木偶最早見於源於紅河三角洲，可能是從中國的水木偶演變而來。當地遍布湖泊、池塘、水田，在農閒或河水氾濫時，農民們便在水中搭棚，揮動木偶作為娛樂。在李朝（1009年─1225年）時，水木偶已能做出精湛、生動的表演，並成為帝王的御前節目，例如保存在越南河南省的《大越國李家第四帝崇善延齡塔碑》，就記載了李仁宗皇帝親自觀賞木偶戲的情景：「波心蕩漾，浮金鰲以負三峰；水面夷猶，露甲文而敷四足。轉眸瞥岸，呀口噴津。向冕旒而仰觀，對當空而俯察。望嵯峨之峭壁，奏洋溢之雲韶。洞戶爭開，神仙競出。蓋天上之皃態，豈塵世之嬌姿。翹纖手以獻迴風，頻悴眉而歌休運。珍禽作隊，盡率舞以趨蹌；瑞鹿成群，自著行而踴躍。」
水上木偶在18世紀時達到高峰，但到19世紀中後期，法國入侵越南時，水上木偶曾一度衰落。到1945年以後，水上木偶戲在北越漸見復興。到現在，它受到社会上的重視，河內大學影劇學系更於2007年將之列入正式課程。而較為著名的表演機構，則有河內的昇龍劇院、下龍灣的下龍歌劇院及胡志明市的金龍水上木偶劇院。

## 表演方法及用具

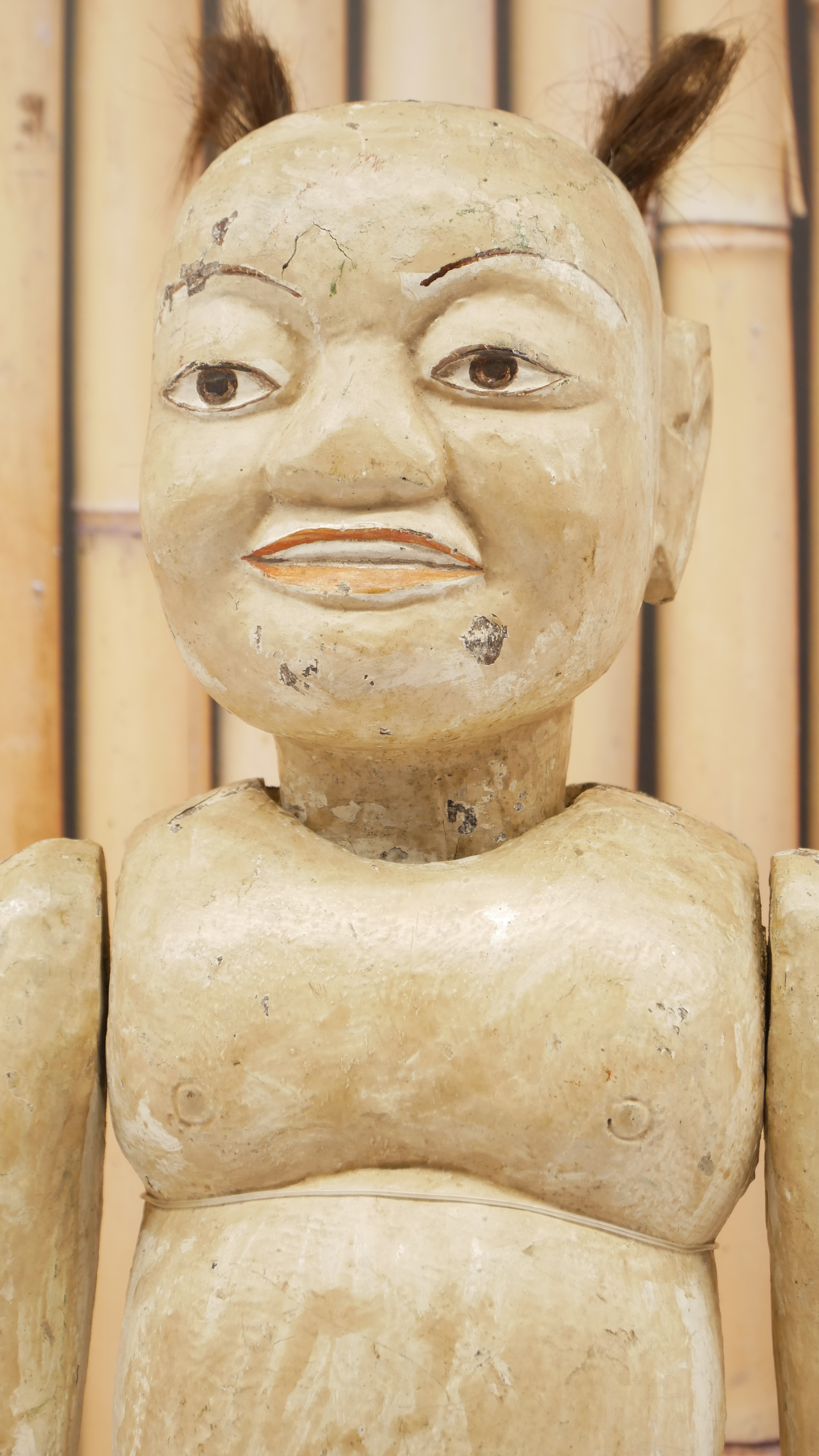
農村青年水上木偶

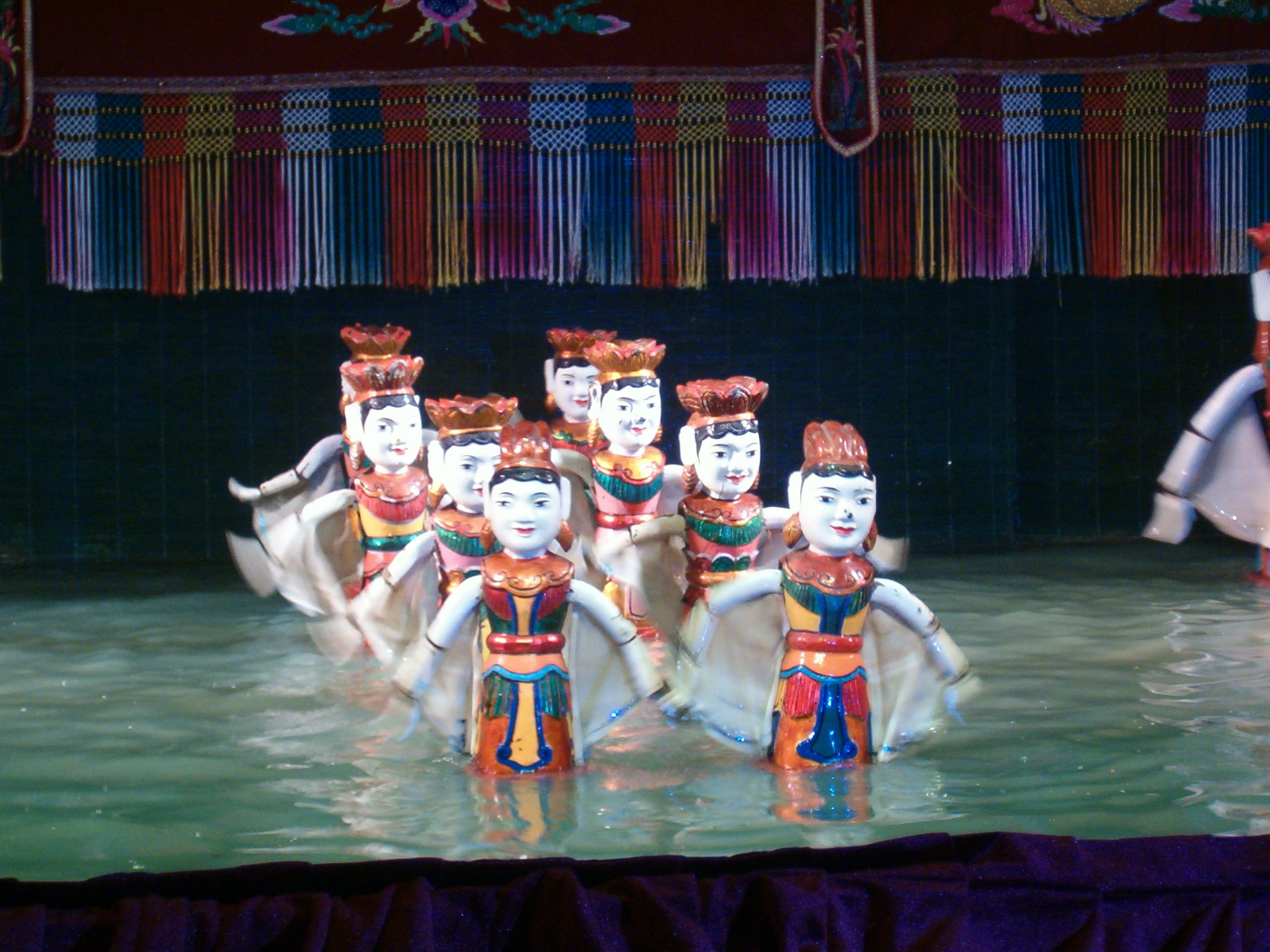
水木偶的造型及動作

水上木偶的表演，一般會在節日或喜慶時候。演出前，先在一個約一公尺深的混濁水池（以隱藏水中的操作機關）築起一座水亭，上面掛有裝飾物品，亭的屋檐上垂下竹簾，兩旁有草木佈景。操偶師就站在竹簾後面的水裏，利用竹竿與細線操縱木偶，使其做出跳躍、划船、翻滾等動作。演員們在演出前，會喝下魚露及用老薑按摩身體，使下半身浸在水時不會畏寒，而且穿上不透水的工作衣物。
除操縱木偶的演員外，還有樂隊參與演出。使用的樂器包括大鼓（為主要樂器，鼓聲緩急與劇情有密切關係，如劇中的高潮時，往往是鼓聲最為密集的時候。鼓聲也可以是演出開始和結束的信號）、響板、嗩吶、銅鑼、笛、簫、揚琴、胡琴、獨弦琴、鈴鼓、鐃鈸等等。樂隊的隊員也會不時擔任旁白、配音及歌手，以襯托劇情。
表演用的水木偶，造材亦相當講究，例如會用無花果樹的樹木為材料（因材質較輕，纖維較韌，浮力較大，而且耐蟲蛀），外面繪上各色顏料，色彩鮮艷，形象生動，一般約高四十公分，重七公斤，最大的可高四十公分，須三人以上同時操作。操作一尊木偶有時需要十二條線，最大型的劇目可用到二百尊木偶，演員人數達五十人。

## 表演內容
水木偶的劇目，傳統上的是農村生活、歷史故事、神話傳說為主，例如牧童吹笛放牛、插秧、釣青蛙、打狐狸捕鴨、捕魚、光榮祭祖、 龍舞、獅舞、鳳凰舞、黎王還劍、孩童戲水、賽船、猛獅爭球、仙女舞、四獸舞（龍獅龜鳳）等等  。到現時，由於國際交流上的需要，亦增設外國故事作為劇目題材，例如安徒生童話「夜鶯」、「小錫兵」、「醜小鴨」、「美人魚」，以及「白雪公主」、「阿拉丁神燈」等等。

## 在越南對外交流中的作用
在國際上，水上木偶亦發揮了增進越南外交和對外文化交流的角色。1984年，越南水木偶首次在法國巡迴演出，其後在美國、墨西哥、以色列、英國、瑞典、芬蘭、意大利、丹麥、澳洲、德國、肯亞、泰國、日本、南韓、中國、加拿大、中國香港、新加坡、台灣等國家和地區上演。

## 外部連結
- （中文）.   [2009-11-01]. （原始内容存档于2013-07-06）.